# Конвергентна граница
Конвергентна граница је граница тектонских плоча, која се јавља на месту где се две плоче сударају - у зони субдукције, ако се једна плоча подвлачи под другу, или у зони континенталне колизије, ако су обе плоче изграђене само од континенталне коре (завршни стадијум конвергенције). За зоне субдукције типични су дубокоморски ровови, који се, по правилу, увек јављају испред саме линије субдукције. Због трења и загревања субдукујуће плоче, готово су увек повезане са вулканизмом. Најпознатији примери конвергентних граница тектонских плоча су Анди у Јужној Америци и Јапан.
|  |  |  |